# Correlação linear de energia livre
As correlações lineares de energia livre demonstram a interdependência entre a constante de velocidade ou equilíbrio com algum parâmetro estrutural, e são aplicadas com êxito, para um grande número de reações químicas. Exemplos destas correlações são: a equação catalítica de Brønsted, equação de Hammett, equação de Yukawa-Tsuno, entre outras.
Estabelecer relações de energia livre ajuda na compreensão do mecanismo de reação para uma reação química e permite a previsão das taxas de reação e constantes de equilíbrio. 
Tem sido sugerido que este nome fosse substituído por correlações lineares de energia livre de Gibbs, mas, atualmente, há poucos sinais de aceitação desta mudança.
Se as taxas de uma série de reações mostram uma satisfatória correlação, ambos, sinal e magnitude de ρ provem informações acerca do estado de transição e intermediários de reação.  Como exemplo, temos o valor de ρ para a hidrólise de uma série de benzoatos de metila igual a +2,38. Isto indica que a reação é mais sensível para o efeito do substituinte do que para ionização de ácidos benzóicos substituídos.
Já a solvólise de cloretos de diarilmetila em etanol correlacionada com os valores de σ+ mostra um valor de ρ igual a –4,2. Isto é consistente com um mecanismo envolvendo a formação de um carbocátion na etapa controladora da velocidade de reação. Este valor de ρ indica que a reação é muito sensível ao efeito do substituinte e implica que existe uma relativa redistribuição de carga no estado de transição.
A magnitude do efeito substituinte é diferente em solução quando comparada à fase gasosa. Em geral, efeito do substituinte é muito mais forte em fase gasosa pois não existe efeito de nivelamento do solvente. Um exemplo disso é a ionização do ácido benzóico, o efeito do substituinte em termos de ΔH é cerca de 11 vezes maior em fase gasosa do que em meio aquoso.
Em outros casos isto pode indicar que a separação de cargas implicadas pelas estruturas de ressonância torna-se facilitada pela solvatação.

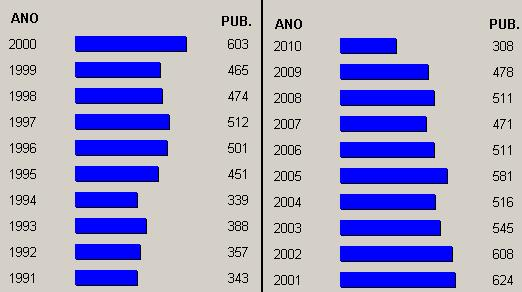
LFER

Um levantamento feito no SciFinder buscando o tópico "linear free energy relationship" mostrou que o número de publicações nestas duas últimas décadas é bastente expressivo.